# Stadtarchiv Karlsruhe
Das Stadtarchiv Karlsruhe ist das Archiv der Stadt Karlsruhe. Organisatorisch ist es Teil der Abteilung Stadtarchiv & Historische Museen des Kulturamts der Stadt.

## Geschichte
Gegründet wurde das Karlsruher Stadtarchiv am 10. Juli 1885. Der Gründung vorausgegangen war die Bildung einer städtischen Archivkommission am 22. Juni desselben Jahres. Die damit älteste städtische Kultureinrichtung war zunächst im Rathaus untergebracht. Zur Gründung wurden der neuen Einrichtung von der Bevölkerung zahlreiche historische Dokumente übergeben. Die Leitung des Archivs wurde ehrenamtlich durch ausgewiesene Fachleute übernommen.
Im Jahr 1896 bezog das Archiv ein umgebautes Gebäude in der Südweststadt, in dem sich zuvor ein Wasserwerk befand. Der benachbarte Platz wurde in Folge des Umzugs in Archivplatz benannt. Im selben Jahr wurde eine Archivsekretärin eingestellt, der erste hauptamtliche Archivleiter wurde 1912 eingesetzt.
Anfang der 1920er-Jahre musste das Archiv der Expansion des Karlsruher Arbeitsamts weichen und wechselte in der Folgezeit mehrfach den Standort. 1923 wurde das Stadtarchiv zunächst in der Kaiserstraße 141 untergebracht. 1929 fand ein Umzug in die Zähringerstraße 100 statt, nur zwei Jahre später, 1931, in die Karl-Friedrich-Straße 21. 1939 wurde das Archiv in der Schützenstraße 16 eingerichtet.
Während des Zweiten Weltkriegs mussten die Bestände ausgelagert werden, das Dienstzimmer wurde allerdings am Standort beibehalten. Nach dem Krieg befand sich das Stadtarchiv zunächst im Haus Solms in der Bismarckstraße 24. Im Jahr 1959 fand ein Umzug in das alte Sparkassengebäude am Marktplatz statt.
In den 1980er-Jahren nahmen die Aufgaben und Bestände des Stadtarchivs derart zu, dass neue geeignete Räume geschaffen werden  mussten. Daher zog das Stadtarchiv im September 1990 in die für Archivzwecke umgebaute ehemalige Pfandleihe in der Markgrafenstraße 29. Da ein neues Magazin und Platz für neue Büroräume benötigt wurde, wurde im April 2013 ein Umbau der Räumlichkeiten durchgeführt. In der einjährigen Bauzeit wurde das Stadtarchivgebäude zweigeschossig aufgestockt und mit einem Tonnendach versehen.

## Aufgaben
Zentrale Aufgabe des Stadtarchivs ist die Archivierung aller stadtgeschichtlich wichtigen Unterlagen, darunter auch Fotos, Pläne, Filme und Tonaufnahmen, Zeitungen, Bücher und Firmen- oder Privatunterlagen. Daneben bietet das Stadtarchiv Zugang und Beratung zu den Archivalien und führt selbst Recherchen durch, woraus sich regelmäßig Ausstellungen und Publikationen ergeben.
Nachdem Unterlagen von der Stadtverwaltung, der Bevölkerung, Unternehmen oder aus sonstigen Quellen an das Stadtarchiv übergeben wurden, werden diese auf Archivwürdigkeit geprüft. Nicht als archivwürdig erachtete Unterlagen werden vernichtet oder zurückgegeben, während als archivwürdig erachtete Dokumente eingelagert sowie zum Teil digitalisiert und anschließend unter Beachtung eventuell bestehender Schutzfristen online oder im Lesesaal des Stadtarchivs einsehbar gemacht werden.

## Förderverein Karlsruher Stadtgeschichte
Der Förderverein Karlsruher Stadtgeschichte ermöglicht Bürgerinnen sowie Bürgern eine Mitwirkung und verfolgt unter anderem die Ziele, Interesse für die Geschichte Karlsruhes zu wecken, der Bevölkerung die Stadtgeschichte näherzubringen sowie durch Spenden zur Ergänzung der Sammlungen beizutragen. Die Verlegung der Stolpersteine in Karlsruhe etwa wurde von 2005 bis 2017 von einer Arbeitsgruppe des Fördervereins koordiniert.

## Publikationen
Das Stadtarchiv führt selbst Recherchen zu bestimmten Themen durch. Die daraus entstehenden Publikationen erscheinen unter anderem in vier Buchreihen:
- Veröffentlichungen des Karlsruher Stadtarchivs
- Forschungen und Quellen zur Stadtgeschichte
- Häuser- und Baugeschichte
- Karlsruher Köpfe

Außerdem werden Arbeiten des Stadtarchivs als Kooperationsprojekte oder von Mitarbeitern des Stadtarchivs veröffentlicht, unter anderem folgende Publikationen:
- Stadtarchiv Karlsruhe (Hrsg.), Michail Krausnick: Abfahrt Karlsruhe 16.5.1940. – Die Deportation der Karlsruher Sinti und Roma. Verlag regionalkultur, Ubstadt-Weiher 2015, ISBN 978-3-89735-883-6.
- Stadtarchiv Karlsruhe (Hrsg.), Horst Schmidt: Der Japangarten in Karlsruhe. Info Verlag, Karlsruhe 2014, ISBN 978-3-88190-760-6.
- Stadtarchiv Karlsruhe (Hrsg.), Bürgerverein Altstadt Karlsruhe e. V. (Hrsg.): Das Dörfle – Altstadt Karlsruhe: Streifzüge durch die Ortsgeschichte. Info-Verlag, Karlsruhe 2012, ISBN 978-3-88190-699-9.